# توموکو نینومیا
توموکو نینومیا (انگلیسی: Tomoko Ninomiya؛ زادهٔ ۲۵ مهٔ ۱۹۶۹) مانگاکا اهل ژاپن است.